# Die Fälscher
Die Fälscher (bra: Os Falsários; prt: Os Falsificadores) é um filme austro-alemão de 2007, do gênero drama de guerra, escrito e dirigido por Stefan Ruzowitzky, com roteiro baseado em história real descrita no livro de memórias Des Teufels Werkstatt. Die größte Geldfälscheraktion der Weltgeschichte, de Adolf Burger.

## Sinopse
Salomon Smolianoff é um falsário judeu preso pelo então policial Friedrich Herzog em 1936 e levado a um campo de concentração. Anos depois ambos reencontram-se com Herzog já na patente de Sturmbannführer da SS. Este cria um grupo liderado por Salomon para trabalhar na produção de cédulas falsas de libras e dólares, tendo como recompensa manterem-se vivos e usufruindo de pequenos benefícios. Conhecida por "Operação Bernhard", foi considerada a maior falsificação de dinheiro da história e produziu 130 milhões de libras esterlinas.[carece de fontes?]

## Elenco
- Karl Markovics ....... Salomon Smolianoff
- August Diehl ....... Adolf Burger
- Devid Striesow ....... major Friedrich Herzog
- Sebastian Urzendowsky ...... Kolya
- Veit Stübner ....... Atze
- Martin Brambach ....... Holst
- August Zirner ....... dr. Klinger
- Andreas Schmidt ....... Zilinski

## Principais prêmios e indicações
| Prêmio     | Categoria                | Recipiente               | Resultado |
| ---------- | ------------------------ | ------------------------ | --------- |
| Oscar 2008 | Melhor filme estrangeiro | Melhor filme estrangeiro | Venceu    |